# Чемпионат Уругвая по футболу 1969
Примера А Уругвая по футболу 1969 года — очередной сезон лиги. Турнир проводился в два этапа. Все клубы из Монтевидео. Чемпион и вице-чемпион квалифицировались в Кубок Либертадорес 1970.

## Таблицы

### Предварительный этап
| №  | Клуб           | И  | В  | Н | П  | Заб | Проп | Очки |
| 1  | Насьональ      | 20 | 16 | 4 | 0  | 47  | 8    | 36   |
| 2  | Пеньяроль      | 20 | 12 | 6 | 2  | 33  | 12   | 30   |
| 3  | Белья Виста    | 20 | 9  | 5 | 6  | 25  | 15   | 23   |
| 4  | Расинг         | 20 | 7  | 7 | 6  | 25  | 25   | 21   |
| 5  | Суд Америка    | 20 | 7  | 6 | 7  | 25  | 20   | 20   |
| 6  | КА Ривер Плейт | 20 | 6  | 8 | 6  | 24  | 28   | 20   |
| 7  | Серро          | 20 | 5  | 6 | 9  | 12  | 20   | 16   |
| 8  | Дефенсор       | 20 | 4  | 7 | 9  | 13  | 30   | 15   |
| 9  | Рампла Хуниорс | 20 | 3  | 8 | 9  | 17  | 35   | 14   |
| 10 | Ливерпуль      | 20 | 4  | 6 | 10 | 15  | 25   | 14   |
| 11 | Данубио        | 20 | 3  | 5 | 12 | 16  | 34   | 11   |

### Чемпионская группа
Для определения финального места клуба учитывались очки предыдущей стадии. «Расинг» почему-то не участвовал.
| № | Клуб           | И | В | Н | П | Заб | Проп | Очки |
| 1 | Пеньяроль      | 5 | 4 | 1 | 0 | 14  | 4    | 9    |
| 2 | КА Ривер Плейт | 5 | 4 | 0 | 1 | 10  | 6    | 8    |
| 3 | Насьональ      | 5 | 3 | 1 | 1 | 9   | 4    | 7    |
| 4 | Белья Виста    | 5 | 1 | 1 | 3 | 5   | 8    | 3    |
| 5 | Суд Америка    | 5 | 0 | 2 | 3 | 4   | 12   | 2    |
| 6 | Серро          | 5 | 0 | 1 | 4 | 3   | 11   | 1    |

## Матчи (известные результаты предварительного этапа)

### Тур 1
| 17 августа 1969 | Дефенсор — Расинг 0:2            |
| 17 августа 1969 | Ливерпуль — Белья Виста 2:2      |
| 17 августа 1969 | Насьональ — Данубио 2:0          |
| 17 августа 1969 | Пеньяроль — Серро 2:0            |
| 17 августа 1969 | Рампла Хуниорс — Суд Америка 3:3 |

### Тур 2
| 24 августа 1969 | Серро — Данубио 0:1            |
| 24 августа 1969 | Насьональ — Рампла Хуниорс 1:1 |
| 24 августа 1969 | Пеньяроль — Белья Виста 2:0    |
| 24 августа 1969 | Расинг — Ливерпуль 2:0         |
| 24 августа 1969 | Ривер Плейт — Дефенсор 1:2     |

### Тур 3
| 31 августа 1969 | Насьональ — Дефенсор 5:0         |
| 31 августа 1969 | Пеньяроль — Ривер Плейт 1:1      |
| 31 августа 1969 | Расинг — Данубио 4:2             |
| 31 августа 1969 | Рампла Хуниорс — Белья Виста 0:0 |
| 31 августа 1969 | Суд Америка — Ливерпуль 2:0      |

### Тур 4
| 3 сентября 1969 | Серро — Рампла Хуниорс 1:0  |
| 3 сентября 1969 | Данубио — Белья Виста 2:1   |
| 3 сентября 1969 | Пеньяроль — Расинг 1:1      |
| 3 сентября 1969 | Ривер Плейт — Ливерпуль 1:0 |
| 3 сентября 1969 | Суд Америка — Дефенсор 1:1  |

### Тур 5
| 7 сентября 1969 | Насьональ — Ливерпуль 3:0   |
| 7 сентября 1969 | Пеньяроль — Суд Америка 1:0 |
| 7 сентября 1969 | Расинг — Рампла Хуниорс 1:1 |
| 7 сентября 1969 | Ривер Плейт — Данубио 1:0   |

### Тур 6
| 14 сентября 1969 | Белья Виста — Серро 2:0      |
| 14 сентября 1969 | Ливерпуль — Пеньяроль 2:0    |
| 14 сентября 1969 | Насьональ — Суд Америка 2:0  |
| 14 сентября 1969 | Расинг — Ривер Плейт 2:2     |
| 14 сентября 1969 | Рампла Хуниорс — Данубио 2:0 |

### Тур 7
| 17 сентября 1969 | Ливерпуль — Данубио 2:1       |
| 17 сентября 1969 | Насьональ — Белья Виста 2:0   |
| 17 сентября 1969 | Рампла Хуниорс — Дефенсор 1:0 |
| 17 сентября 1969 | Ривер Плейт — Серро 0:0       |
| 17 сентября 1969 | Суд Америка — Расинг 2:0      |

### Тур 8
| 21 сентября 1969 | Белья Виста — Расинг 0:1      |
| 21 сентября 1969 | Дефенсор — Ливерпуль 1:1      |
| 21 сентября 1969 | Насьональ — Серро 1:0         |
| 21 сентября 1969 | Пеньяроль — Данубио 1:0       |
| 21 сентября 1969 | Ривер Плейт — Суд Америка 0:3 |

### Тур 9
| 28 сентября 1969 | Белья Виста — Дефенсор 1:0       |
| 28 сентября 1969 | Данубио — Суд Америка 1:1        |
| 28 сентября 1969 | Ливерпуль — Серро 2:0            |
| 28 сентября 1969 | Насьональ — Пеньяроль 2:0        |
| 28 сентября 1969 | Рампла Хуниорс — Ривер Плейт 2:2 |

### Тур 10
| 2 октября 1969 | Белья Виста — Суд Америка 1:0  |
| 2 октября 1969 | Насьональ — Ривер Плейт 3:1    |
| 2 октября 1969 | Пеньяроль — Дефенсор 3:0       |
| 2 октября 1969 | Расинг — Серро 1:0             |
| 2 октября 1969 | Рампла Хуниорс — Ливерпуль 1:1 |

### Тур 11
| 5 октября 1969 | Белья Виста — Ривер Плейт 1:1  |
| 5 октября 1969 | Дефенсор — Данубио 2:2         |
| 5 октября 1969 | Насьональ — Расинг 0:0         |
| 5 октября 1969 | Пеньяроль — Рампла Хуниорс 4:0 |
| 5 октября 1969 | Суд Америка — Серро 1:0        |

### Тур 12
| 12 октября 1969 | Белья Виста — Ливерпуль 3:1      |
| 12 октября 1969 | Серро — Пеньяроль 2:3            |
| 12 октября 1969 | Данубио — Насьональ 1:3          |
| 12 октября 1969 | Расинг — Дефенсор 1:1            |
| 12 октября 1969 | Суд Америка — Рампла Хуниорс 1:1 |

### Тур 13
| 19 октября 1969 | Белья Виста — Пеньяроль 0:0    |
| 19 октября 1969 | Данубио — Серро 0:0            |
| 19 октября 1969 | Дефенсор — Ривер Плейт 0:3     |
| 19 октября 1969 | Ливерпуль — Расинг 0:9         |
| 19 октября 1969 | Рампла Хуниорс — Насьональ 1:1 |

### Тур 14
| 22 октября 1969 | Белья Виста — Данубио 1:0   |
| 22 октября 1969 | Дефенсор — Суд Америка 0:0  |
| 22 октября 1969 | Расинг — Пеньяроль 1:2      |
| 22 октября 1969 | Рампла Хуниорс — Серро 1:1  |
| 23 октября 1969 | Ливерпуль — Ривер Плейт 1:0 |

### Тур 15
| 26 октября 1969 | Белья Виста — Рампла Хуниорс 4:0 |
| 26 октября 1969 | Данубио — Расинг 2:1             |
| 26 октября 1969 | Дефенсор — Насьональ 1:4         |
| 26 октября 1969 | Ливерпуль — Суд Америка 0:2      |
| 26 октября 1969 | Ривер Плейт — Пеньяроль 0:1      |

### Тур 16
| 2 ноября 1969 | Данубио — Ривер Плейт 1:2   |
| 2 ноября 1969 | Дефенсор — Серро 0:0        |
| 2 ноября 1969 | Ливерпуль — Насьональ 1:3   |
| 2 ноября 1969 | Рампла Хуниорс — Расинг 1:2 |
| 2 ноября 1969 | Суд Америка — Пеньяроль 1:2 |

### Тур 17
| 9 ноября 1969 | Серро — Белья Виста 1:0      |
| 9 ноября 1969 | Данубио — Рампла Хуниорс 1:0 |
| 9 ноября 1969 | Пеньяроль — Ливерпуль 0:0    |
| 9 ноября 1969 | Ривер Плейт — Расинг 3:3     |
| 9 ноября 1969 | Суд Америка — Насьональ 1:2  |

### Тур 18
| 12 ноября 1969 | Белья Виста — Насьональ 1:1   |
| 12 ноября 1969 | Серро — Ривер Плейт 0:0       |
| 12 ноября 1969 | Данубио — Ливерпуль 1:1       |
| 12 ноября 1969 | Дефенсор — Рампла Хуниорс 1:0 |
| 12 ноября 1969 | Расинг — Суд Америка 2:0      |